# Morgan Gould
Pour les articles homonymes, voir Gould.
Morgan Gould (né le 23 mars 1983 à Johannesburg) est un footballeur international sud-africain.

## Palmarès
- Championnat d'Afrique du Sud : 2009, 2010, 2013 et 2015
- Coupe d'Afrique du Sud : 2017